# Franco Sartori (compositore)
Franco Sartori (Levico Terme, 22 luglio 1892 – Borgo Valsugana, 9 dicembre 1965) è stato un pianista e compositore italiano.

## Biografia
Pianista e compositore di rango, compì gli studi classici a Verona dove iniziò lo studio della musica, coronato dal diploma in composizione (1912, Conservatorio di Venezia) e dal diploma in pianoforte e insegnamento di canto corale (al Conservatorio di Pesaro). Al termine della prima guerra mondiale venne nominato docente di pianoforte al Liceo musicale di Trento, ma rassegnò le dimissioni nel 1928 in protesta contro l'esclusione dalla nomina a direttore del Liceo stesso. A metà degli anni trenta lasciò Trento per Ravenna, e quindi per Verona, dove insegnò armonia e storia della musica al Liceo musicale. Rientrò a Trento alla fine della seconda guerra mondiale.
Franco Sartori svolse attività concertistica, come pianista e come componente di gruppi cameristici, in varie città italiane; diverse sue composizioni cameristiche sono state eseguite a Berlino, Dresda, Milano, Roma e Firenze.
Nel secondo dopoguerra volse la sua attività alla musica corale e al canto popolare armonizzando decine di canti popolari per il Coro della SOSAT di Trento.